# Pionosyllis riojai
Pionosyllis riojai är en ringmaskart som beskrevs av San Martin 1990. Pionosyllis riojai ingår i släktet Pionosyllis och familjen Syllidae. Inga underarter finns listade i Catalogue of Life.